# Teoria microbiana de la malaltia

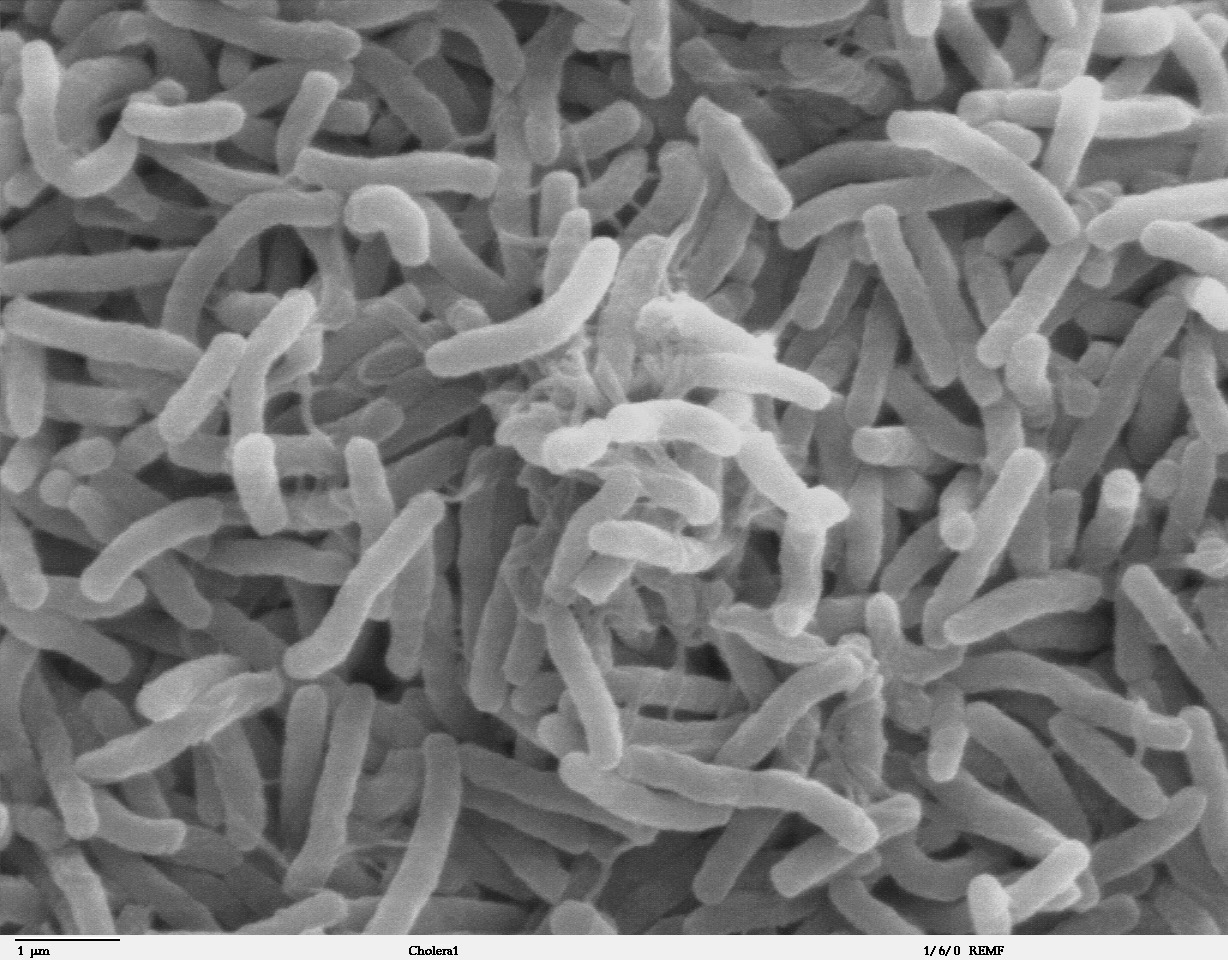
Imatge per microscopi electrònic de rastreig del Vibrio cholerae. Aquest és el bacteri que causa el còlera.

La teoria microbiana de la malaltia o teoria germinal de les malalties infeccioses és una teoria científica que proposa que els microorganismes (del grec μικρο, «micro», diminut, petit i βιος, «bio», vida, lit. 'ésser viu diminut') són la causa d'una àmplia gamma de malalties. El coneixement actual sobre aquestes malalties és que els microbis provoquen una reacció en el cos de l'ésser que infecten, i aquesta reacció és el que s'anomena "malaltia". Aquests petits organismes, gairebé tots massa petits per veure'ls a ull nu, envaeixen els humans, animals i altres hostes vius. El seu creixement i reproducció dins del portador pot produir una malaltia. El mot "germen" o microbi pot referir-se a un virus, bacteri, protist, fong o prió. Els microorganismes causants de malalties són anomenats patògens i les malalties que causen són anomenades malalties infeccioses.
Tot i que el patogen és la principal causa d'una malaltia infecciosa, factors personals com l'herència genètica, nutrició, fortalesa o debilitat del sistema immunitari, ambient i hàbits higiènics sovint influencien la severitat de la malaltia i la probabilitat que un individu en particular s'infecti després de ser exposat al patogen.

## Història
La teoria germinal va ser un descobriment científic realitzat a la segona meitat del segle xix per Louis Pasteur, i va reemplaçar anteriors explicacions per la malaltia, com ara la teoria miasmàtica o la teoria dels humors. Tot i que va ser molt controvertida quan es va proposar, és ara fonamental en la medicina moderna i la microbiologia clínica, i conduí a innovacions tan importants com el desenvolupament de les vacunes, els antibiòtics, l'esterilització i la higiene com a mètodes efectius contra la propagació de malalties contagioses.
Abans que Louis Pasteur desenvolupés la seva teoria dels gèrmens, Girolamo Fracastoro, Friedrich Henle i d'altres havien suggerit aquesta teoria, però no fou fins a Louis Pasteur que es demostrà que la teoria era correcta. Va exposar brous bullits i airejats en vasos que contenien filtres per impedir l'accés a totes les partícules i fins i tot vasos sense cap filtre, però admetia aire que passava via un tub llarg i tortuós que no permetria passar la pols de les partícules. Res creixia als brous. Per tant, va demostrar que el procés de fermentació és causat pel creixement de microorganismes, i que el creixement de microorganismes en brous de nutrient no és causat per la generació espontània.
La recerca de Pasteur també mostrà que alguns microorganismes contaminaven les begudes que fermentaven. Amb això, inventà un procés en el qual els líquids com la llet s'escalfaven per matar tots els bacteris i les floridures ja presents dins d'ells. Ell i Claude Bernard completen la primera prova el 20 d'abril del 1862. Aquest procés fou després conegut com a pasteurització.
El 1865, una malaltia anomenada muscardina estava matant un gran nombre de cucs de seda. Pasteur va treballar uns quants anys per demostrar que era un microbi que atacava els ous dels cucs de seda el que provocava la malaltia, i que eliminant aquest microbi dins dels criadors de cucs de seda erradicarien la malaltia.
Pasteur també descobriria que alguns microorganismes anaeròbics es poden desenvolupar i viure sense aire o oxigen.
Robert Koch va aconseguir provar la teoria germinal de les malalties infeccioses després de les seves investigacions en tuberculosi, i per aquest motiu fou guardonat amb el Premi Nobel de Medicina o Fisiologia, l'any 1905. Va establir el que s'ha denominat des de llavors els postulats de Koch, mitjançant els quals s'estandarditzaven una sèrie de criteris experimentals per demostrar si un organisme era o no el causant d'una determinada malaltia. Aquests postulats se segueixen utilitzant avui en dia.